# Vihtijärvi (sjö i Nyland)
Vihtijärvi är en sjö i Finland. Den ligger i kommunen Vichtis i landskapet Nyland, i den södra delen av landet, 40 km norr om huvudstaden Helsingfors. Vihtijärvi ligger 86,5 meter över havet. Den är 14,85 meter djup. Arean är 3,25 kvadratkilometer och strandlinjen är 16,24 kilometer lång. Sjön  ingår i Karisåns huvudavrinningsområde.   I omgivningarna runt Vihtijärvi växer i huvudsak blandskog. Den sträcker sig 1,9 kilometer i nord-sydlig riktning, och 5,0 kilometer i öst-västlig riktning.
I övrigt finns följande i Vihtijärvi:
- Kyläsaari (en ö)
- Kalliosaari (en ö)
- Lehtisaari (en ö)
- Mäntysaari (en ö)

I övrigt finns följande vid Vihtijärvi:
- Lappajärvi (en sjö)